# Tribu-trace
Cet article court présente un sujet plus développé dans : Tribu.
{\displaystyle (\Omega ,{\mathcal {B}})} désignant un espace mesurable et {\displaystyle \Omega '} une partie de {\displaystyle \Omega }, l'ensemble {\displaystyle \left\{A\cap \Omega '\,\mid \,A\in {\mathcal {B}}\right\}} est appelé la tribu-trace (ou trace) de {\displaystyle {\mathcal {B}}} sur {\displaystyle \Omega '}.